# Prinz Friedrichs Kochherd

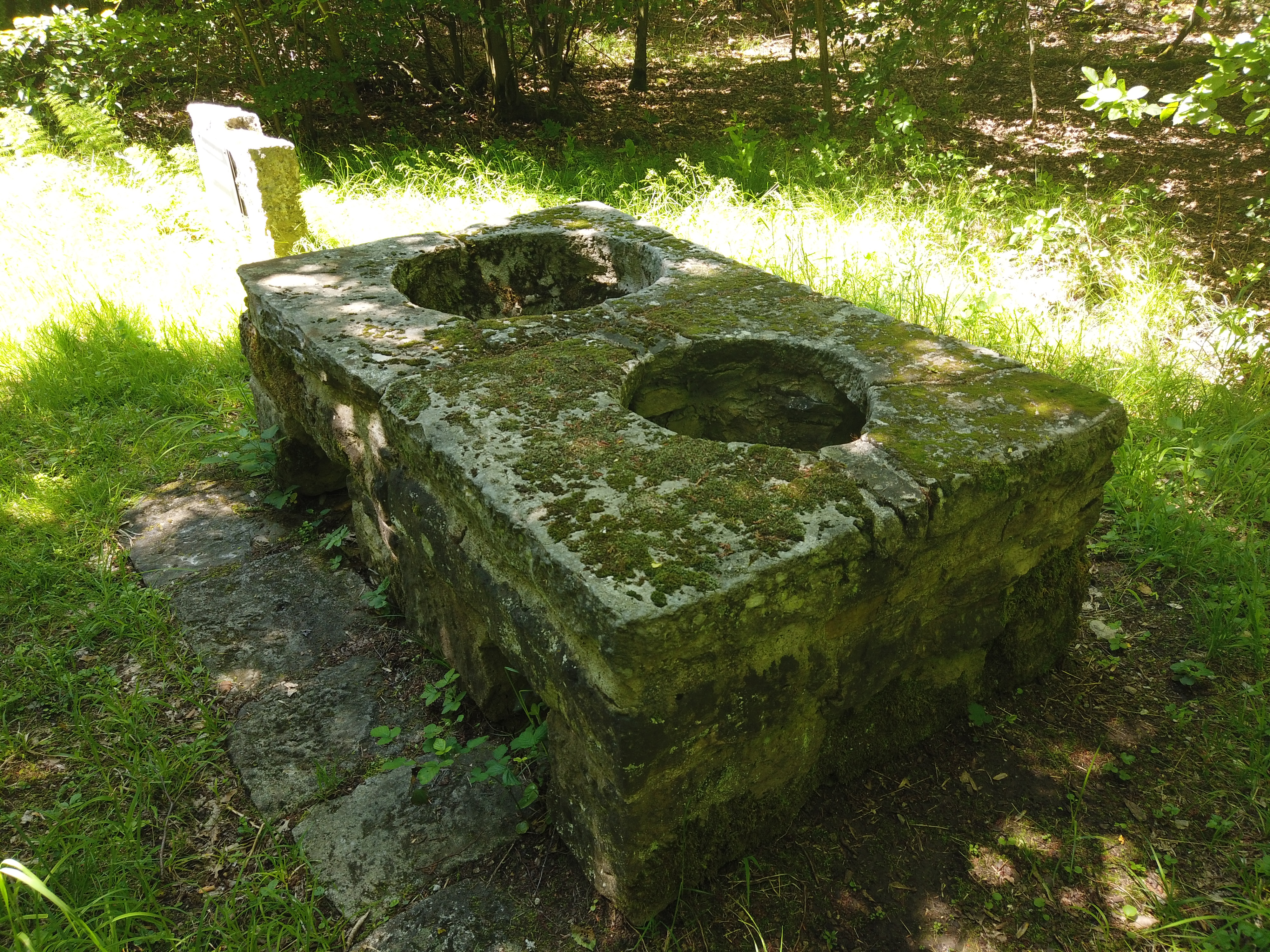
Prinz Friedrichs Kochherd

Prinz Friedrichs Kochherd ist ein Kleindenkmal bei Oberstenfeld-Gronau im Landkreis Ludwigsburg in Baden-Württemberg.
Das am Rande einer einstigen Lichtung im Wald bei Gronau befindliche Objekt besteht aus drei Lagen grob behauener Sandsteine, die ohne Mörtel lose aufeinander geschichtet wurden. Die Abdeckplatten bestehen aus zwei rund einen Meter im Quadrat messenden Sandsteinplatten mit kreisrunden Löchern im Durchmesser von 70 und 45 cm, in die Kochkessel eingehängt werden konnten, während sich darunter über Schürlöcher in der untersten Lage ein Feuer bedienen ließ.
Das Objekt steht in Zusammenhang mit dem von Prinz Friedrich von Württemberg (1808–1870) zwischen Oppenweiler und Strümpfelbach 1847 errichteten Jagdschloss Katharinenhof, an das sich ab 1853 ein über 1000 Hektar großer Wildpark anschloss, in dem der Prinz knapp zwei Jahrzehnte lang mit seinen Jagdgesellschaften der Jagd nachging. Neben Salzlecken und Wildgattern gehörte der Herd zu den Einrichtungen des Wildparks. Nachdem der Prinz 1870 an den Spätfolgen eines Unfalls gestorben war, wurde der Park bald aufgelöst. In drei Kilometer Entfernung vom Kochherd erinnert der am 1. Oktober 1870 von den herrschaftlichen Jägern gesetzte Prinzenstein zwischen Oberstenfeld und Sulzbach an der Murr an den Prinzen und seinen Wildpark.